# Lijst van nummer 1-hits in de 3FM Mega Top 50 in 2012
Deze hits stonden in 2012 op nummer 1 in de Mega Top 50, de hitlijst van de Nederlandse radiozender 3FM.
| Datum        | Artiest                    | Titel                                    |
| ------------ | -------------------------- | ---------------------------------------- |
| 7 januari    | Michel Teló                | Ai se eu te pego!                        |
| 14 januari   | Michel Teló                | Ai se eu te pego!                        |
| 21 januari   | Chris Hordijk              | Time after time                          |
| 28 januari   | Michel Teló                | Ai se eu te pego!                        |
| 4 februari   | Michel Teló                | Ai se eu te pego!                        |
| 11 februari  | Michel Teló                | Ai se eu te pego!                        |
| 18 februari  | Michel Teló                | Ai se eu te pego!                        |
| 25 februari  | Michel Teló                | Ai se eu te pego!                        |
| 3 maart      | Michel Teló                | Ai se eu te pego!                        |
| 10 maart     | Triggerfinger              | I follow rivers                          |
| 17 maart     | Triggerfinger              | I follow rivers                          |
| 24 maart     | Triggerfinger              | I follow rivers                          |
| 31 maart     | Triggerfinger              | I follow rivers                          |
| 7 april      | Triggeringer               | I follow rivers                          |
| 14 april     | Triggerfinger              | I follow rivers                          |
| 21 april     | Carly Rae Jepsen           | Call me maybe                            |
| 28 april     | Carly Rae Jepsen           | Call me maybe                            |
| 5 mei        | Gusttavo Lima              | Balada                                   |
| 12 mei       | Gusttavo Lima              | Balada                                   |
| 19 mei       | Gusttavo Lima              | Balada                                   |
| 26 mei       | Gusttavo Lima              | Balada                                   |
| 2 juni       | Gusttavo Lima              | Balada                                   |
| 9 juni       | Gusttavo Lima              | Balada                                   |
| 16 juni      | Gusttavo Lima              | Balada                                   |
| 23 juni      | Gusttavo Lima              | Balada                                   |
| 30 juni      | Gusttavo Lima              | Balada                                   |
| 7 juli       | Gusttavo Lima              | Balada                                   |
| 14 juli      | Gusttavo Lima              | Balada                                   |
| 21 juli      | Gusttavo Lima              | Balada                                   |
| 28 juli      | Gusttavo Lima              | Balada                                   |
| 4 augustus   | Gusttavo Lima              | Balada                                   |
| 11 augustus  | Handsome Poets             | Sky on fire                              |
| 18 augustus  | Handsome Poets             | Sky on fire                              |
| 25 augustus  | Asaf Avidan                | One day / Reckoning song (Wankelmut rmx) |
| 1 september  | Asaf Avidan                | One day / Reckoning song (Wankelmut rmx) |
| 8 september  | Asaf Avidan                | One day / Reckoning song (Wankelmut rmx) |
| 15 september | Asaf Avidan                | One day / Reckoning song (Wankelmut rmx) |
| 22 september | Asaf Avidan                | One day / Reckoning song (Wankelmut rmx) |
| 29 september | PSY                        | Gangnam style                            |
| 6 oktober    | PSY                        | Gangnam style                            |
| 13 oktober   | Adele                      | Skyfall                                  |
| 20 oktober   | Adele                      | Skyfall                                  |
| 27 oktober   | Adele                      | Skyfall                                  |
| 3 november   | Passenger                  | Let her go                               |
| 10 november  | Passenger                  | Let her go                               |
| 17 november  | Passenger                  | Let her go                               |
| 24 november  | Sandra van Nieuwland       | Keep your head up                        |
| 1 december   | Sandra van Nieuwland       | Beggin'                                  |
| 8 december   | Passenger                  | Let her go                               |
| 15 december  | Leona Philippo             | Could you be loved                       |
| 22 december  | will.i.am & Britney Spears | Scream & shout                           |
| 29 december  | will.i.am & Britney Spears | Scream & shout                           |